# Ascendino Lisboa
Ascendino da Silva Lisboa (Rio Tinto, 22 de dezembro de ? — ?, 25 de junho de 1975) foi um cantor, violonista, maestro e compositor brasileiro.

## Biografia

### Carreira musical
Filho de Felicidade e Manuel da Silva Lisboa, e irmão do jornalista Alarico Lisboa, começou sua carreira na década de 1920, sendo convidado a participar do grupo norte-americano Yankee, de Little Esther, que fazia uma turnê no Brasil, percorrendo com eles várias capitais. Depois da partida do grupo para os Estados Unidos,  devido à sua boa voz e talento ao violão, Lisboa ingressou no quadro estável da Rádio Cruzeiro do Sul de São Paulo, onde permaneceu vários anos como uma das suas principais atrações.
Em 1929 gravou seu primeiro disco pela RCA Victor, sendo um dos primeiros lançamentos da Victor no Brasil, e apresentou-se em programas de música regionalista da Rádio Sociedade, Rádio Clube do Brasil e Rádio Educadora do Brasil. Fez parte do elenco da Rádio Difusora de São Paulo desde sua inauguração em 1934, onde foi crooner, e manteve o Programa Regional e o Programa do Jazz. Em 1935 já era um nome reconhecido, montando uma orquestra que fez uma turnê pelo sul do Brasil. Em Porto Alegre se apresentou na inauguração do Cassino Farroupilha e nas grandes comemorações do centenário da Revolução Farroupilha.

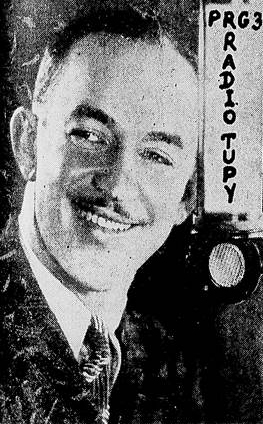
Ascendino Lisboa em 1936

Foi contratado pela Rádio Tupi em 1936, sendo maestro da orquestra Jazz Tupi, além de atuar como crooner, chamado pela revista Fon-Fon de "cantor que agrada e constitui número interessante em qualquer elenco de emissora evoluída". Segundo a revista Cruzeiro, era elemento "de real valor", sendo "delicioso cantor de fox, de voz civilizada, cheia de influxos amáveis, cariciosa, doce. Com seus blues macios, as suas canções do Harlem, cheias de desespero e de angústia, temos a impressão de escutar um disco de Rudy Vallée. Ascendino Lisboa apenas há poucos dias apareceu no microfone da Rádio Tupi e já conta com milhares de fãs por aí afora. Não seria exagero dizer que ele é atualmente um dos melhores números do nosso broadcasting". No Diário da Noite foi dito que "tem feito na Tupi o maior sucesso como intérprete das músicas americanas. A sua atuação brilhante tem sido elogiadíssima pela crítica, sendo um dos artistas mais apreciados". Em outra nota o mesmo jornal disse que "se é verdade que veio precedido de elogios da crítica, também é certo que a variedade, o critério de seleção de seu repertório escolhido, a beleza de sua voz, têm servido para aumentar o prestígio que conta entre os seus fãs".

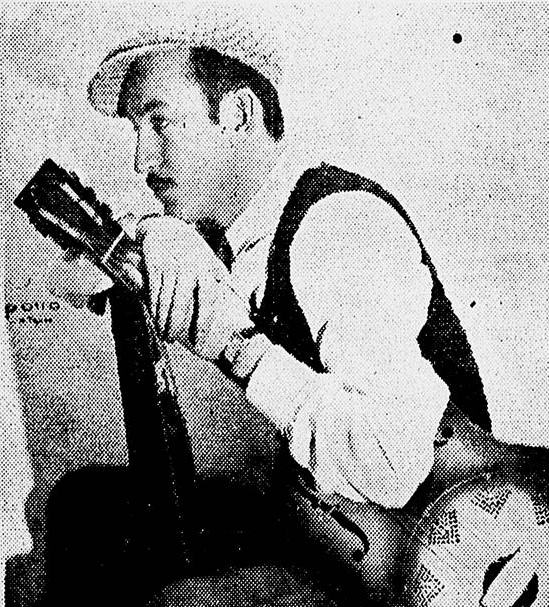
Ascendino Lisboa em 1936

Fez uma temporada em Porto Alegre com Carmen Miranda em 1937, neste ano mantinha na Difusora o programa Quarto de Hora de Ascendino Lisboa e Jazz Difusora, sendo descrito pelo Correio Paulistano como "excelente artista que atuou sempre com sucesso nas principais emissoras do país", e em outra matéria, alegando que a música popular caía em descrédito, o Correio disse que "Ascendino Lisboa vem mostrar que, quando essa música, quer seja brasileira, norte-americana ou cubana, é bem cantada, consegue reabilitar-se perante os ouvintes mais exigentes", sabendo organizar programas imprimindo a "sua inconfundível personalidade na interpretação", agradando plenamente e ganhando um público que o recebia com "verdadeiro entusiasmo".
Em setembro despediu-se da Difusora — uma saída que foi lamentada na imprensa, pois seus programas tinham uma "programação originalíssima" e "especialmente uma interpretação digna dos maires elogios" — para ser cantor fixo do Cassino de Copacabana. Passou a se apresentar também no Programa de Estúdio da Rádio Mayrink Veiga, e foi uma das principais atrações fixas do Programa Casé da Rádio Philips. Em fins de 1937 excursionou por vários países Europa, apresentando-se em rádios, cassinos e teatros, turnê qualificada como "triunfal" na imprensa. Em janeiro de 1938 já estava de volta na Difusora prometendo apresentar um repertório trazido da viagem e passando a ser membro estável do grupo Turunas do Sumaré, que tinha um programa diário dedicado a músicas carnavalescas. Assinou contrato de exclusividade com a emissora, e em 1944 era o "crooner admirável" do Cassino Guarujá em Santos, onde gozava de "justo prestígio", "artista de grande sobriedade, culto e de irradiante simpatia", e segundo A Tribuna era "considerado o mais perfeito crooner santista".

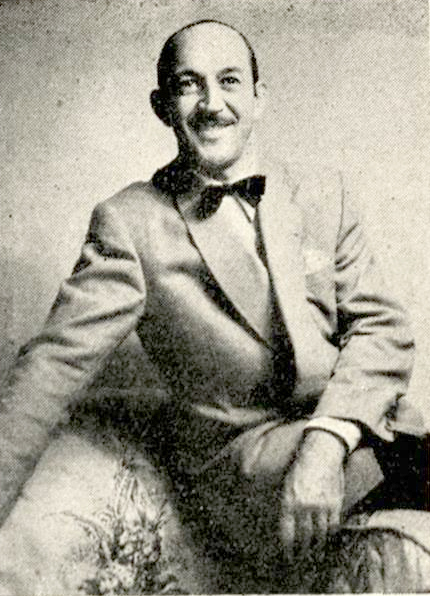
Ascendino Lisboa em 1944

Na década de 1940 atuou como organizador de muitos eventos e apresentações musicais, e em 1943 a Gazeta de Notícias dizia que era um nome que se impunha, quer no rádio, nos teatros e nos clubes, como "um dos melhores organizadores de shows", "artista dotado de todos os recursos imprescindíveis para manter em constante sucesso a boate de uma casa de diversões", sendo ainda "nome sobejamente conhecido nos meios artísticos através de seu talento e empreendimentos". Em outra matéria de 1944 a Gazeta ressaltou sua "destacada atuação no broadcasting paulista", sendo "artista de méritos inconfundíveis", "muito querido", "soube magnetizar seus fãs com sua arte. Intérprete de grande cartaz, no rádio ele é sem dúvida uma expressão de valor e popularidade".

### Outras atividades
Em Santos dedicou-se ao tiro ao alvo, vencendo na categoria pistola a Competição Intermunicipal de Tiro em 1944 organizada pelo Santos Futebol Clube, sendo o segundo colocado no campeonato organizado pela Federação Paulista de Tiro ao Alvo em 1948, membro da equipe paulista de pistola que participou do Campeonato Brasileiro de Tiro ao Alvo no mesmo ano, terceiro colocado na Taça Rotary Internacional de 1949, e terceiro colocado no campeonato da Federação em 1950. Em 1948 era funcionário da Companhia Mecânica e Importadora de São Paulo, participando da fundação do clube recreativo da empresa e ocupando um posto no Conselho Fiscal.
Em 1960 já havia encerrado a carreira há muito tempo, mas voltou ao rádio nas comemorações do jubileu de prata da Rádio Difusora, cantando "com alma e bossa" o samba Um caboclinho de Hervé Cordovil. Foi casado com Betty, filha do engenheiro Dulcídio de Souza Pereira, deixando o filho José Carlos. Uma praça foi batizada com seu nome em Rio Tinto.

## Discografia
- Dou tudo, de André Filho, e Tapeação, de João Martins (Victor, 1929)[2]
- Antes só, de Nilton Bastos, e Sabes por quê?, de Aprígio de Carvalho (Parlophon, 1929)[2]
- Canta bem-te-vi, de Guilherme Pereira, e Agora é tarde, de André Filho (Victor, 1933)[2]
- Boi amarelinho, de Raul Torres, e Pro mode namoração, de sua autoria (Victor, 1933)[2]
- Falta de consciência, de Ary Barroso, e Zombando da vida, de Ary Barroso e M. L. de Azevedo (Columbia, 1933)[2]
- Quando a noite vem, de sua autoria (Columbia, 1933)[2]
- Minha linda Guanabara e Boneca não tem coração, de Antenógenes Silva e Ernâni Campos (Odeon, 1936)[2]
- Margarida e O teu sapateado, de Bonfíglio de Oliveira e Valfrido Silva (Odeon, 1937)[2]